# Лебедевка (платформа)
Ле́бедевка — пассажирская платформа на Выборгском направлении Санкт-Петербургского отделения Октябрьской железной дороги. Расположена на двухпутном участке между станцией Гаврилово и платформой 117 км. Рядом находится одноимённый пристанционный посёлок и озеро Лебединое. Имеет 2 платформы без билетных касс. Электрифицирована в 1969 году в составе участка Кирилловское — Выборг. Реконструирована под скоростное движение в 2008—2010 годах. На станции имеют остановку все проходящие через неё пригородные электропоезда, кроме поездов повышенной комфортности.